# Campeonato Austríaco de Patinação Artística no Gelo
O Campeonato Austríaco de Patinação Artística no Gelo (em alemão:  Österreichische Staatsmeisterschaften) é uma competição nacional anual de patinação artística no gelo da Áustria. Os patinadores disputam as provas do individual masculino, individual feminino, duplas e dança no gelo.
A competição determina os campeões nacionais e os representantes da Áustria em competições internacionais como Campeonato Mundial, Campeonato Mundial Júnior, Campeonato Europeu e os Jogos Olímpicos de Inverno.

## Edições
| Ano        | Edição                                               | Cidade sede                                          | Sênior                                               | Sênior                                               | Sênior                                               | Sênior                                               | Ref                                                  |
| Ano        | Edição                                               | Cidade sede                                          | M                                                    | F                                                    | P                                                    | D                                                    | Ref                                                  |
| ---------- | ---------------------------------------------------- | ---------------------------------------------------- | ---------------------------------------------------- | ---------------------------------------------------- | ---------------------------------------------------- | ---------------------------------------------------- | ---------------------------------------------------- |
| 1898       | 1.ª                                                  | Viena                                                | •                                                    | –                                                    | –                                                    | –                                                    | [ 1 ]                                                |
| 1899– 1900 | Não houve competição                                 | Não houve competição                                 | Não houve competição                                 | Não houve competição                                 | Não houve competição                                 | Não houve competição                                 | Não houve competição                                 |
| 1901       | 2.ª                                                  | Lemberg                                              | •                                                    | –                                                    | –                                                    | –                                                    | [ 2 ]                                                |
| 1902– 1903 | Não houve competição                                 | Não houve competição                                 | Não houve competição                                 | Não houve competição                                 | Não houve competição                                 | Não houve competição                                 | Não houve competição                                 |
| 1904       | 3.ª                                                  | Viena                                                | •                                                    | –                                                    | –                                                    | –                                                    | [ 3 ]                                                |
| 1905       | 4.ª                                                  | Innsbruck                                            | •                                                    | –                                                    | –                                                    | –                                                    | [ 4 ]                                                |
| 1906       | 5.ª                                                  | Viena                                                | •                                                    | –                                                    | –                                                    | –                                                    | [ 5 ]                                                |
| 1907       | 6.ª                                                  | Klagenfurt                                           | •                                                    | –                                                    | –                                                    | –                                                    |                                                      |
| 1908       | 7.ª                                                  | Viena                                                | •                                                    | –                                                    | –                                                    | –                                                    |                                                      |
| 1909       | 8.ª                                                  | Viena                                                | •                                                    | –                                                    | –                                                    | –                                                    |                                                      |
| 1910       | 9.ª                                                  | Viena                                                | •                                                    | –                                                    | –                                                    | –                                                    |                                                      |
| 1911       | 10.ª                                                 | Klagenfurt                                           | •                                                    | –                                                    | –                                                    | –                                                    |                                                      |
| 1912       | 11.ª                                                 | Lemberg                                              | •                                                    | –                                                    | –                                                    | –                                                    |                                                      |
| 1913       | 12.ª                                                 | Viena                                                | •                                                    | –                                                    | •                                                    | –                                                    | [ 6 ]                                                |
| 1913       | 12.ª                                                 | Praga                                                | –                                                    | •                                                    | –                                                    | –                                                    | [ 6 ]                                                |
| 1914       | 13.ª                                                 | Viena                                                | •                                                    | •                                                    | •                                                    | –                                                    | [ 7 ]                                                |
| 1915       | Não houve competição                                 | Não houve competição                                 | Não houve competição                                 | Não houve competição                                 | Não houve competição                                 | Não houve competição                                 | Não houve competição                                 |
| 1916       | 14.ª                                                 | Viena                                                | –                                                    | •                                                    | –                                                    | –                                                    | [ 8 ]                                                |
| 1917       | 15.ª                                                 | Viena                                                | –                                                    | •                                                    | –                                                    | –                                                    | [ 9 ]                                                |
| 1918       | 16.ª                                                 | Viena                                                | –                                                    | •                                                    | –                                                    | –                                                    | [ 10 ]                                               |
| 1919       | Não houve competição                                 | Não houve competição                                 | Não houve competição                                 | Não houve competição                                 | Não houve competição                                 | Não houve competição                                 | Não houve competição                                 |
| 1920       | 17.ª                                                 | Innsbruck                                            | •                                                    | –                                                    | –                                                    | –                                                    |                                                      |
| 1921       | 18.ª                                                 | Viena                                                | •                                                    | –                                                    | •                                                    | –                                                    | [ 11 ]                                               |
| 1922       | 19.ª                                                 | Viena                                                | •                                                    | •                                                    | •                                                    | –                                                    | [ 12 ]                                               |
| 1923       | 20.ª                                                 | Viena                                                | •                                                    | •                                                    | •                                                    | –                                                    | [ 13 ]                                               |
| 1924       | 21.ª                                                 | Innsbruck                                            | •                                                    | –                                                    | –                                                    | –                                                    | [ 14 ]                                               |
| 1924       | 21.ª                                                 | Viena                                                | –                                                    | •                                                    | •                                                    | –                                                    | [ 14 ]                                               |
| 1925       | 22.ª                                                 | Graz                                                 | •                                                    | –                                                    | –                                                    | –                                                    | [ 15 ]                                               |
| 1925       | 22.ª                                                 | Klagenfurt                                           | –                                                    | •                                                    | –                                                    | –                                                    | [ 15 ]                                               |
| 1925       | 22.ª                                                 | Innsbruck                                            | –                                                    | –                                                    | •                                                    | –                                                    | [ 15 ]                                               |
| 1926       | 23.ª                                                 | Viena                                                | •                                                    | –                                                    | –                                                    | –                                                    |                                                      |
| 1926       | 23.ª                                                 | Graz                                                 | –                                                    | •                                                    | •                                                    | –                                                    |                                                      |
| 1927       | 24.ª                                                 | Klagenfurt                                           | •                                                    | –                                                    | –                                                    | –                                                    | [ 16 ]                                               |
| 1927       | 24.ª                                                 | Innsbruck                                            | –                                                    | •                                                    | –                                                    | –                                                    | [ 16 ]                                               |
| 1927       | 24.ª                                                 | Graz                                                 | –                                                    | –                                                    | •                                                    | –                                                    | [ 16 ]                                               |
| 1928       | 25.ª                                                 | Innsbruck                                            | •                                                    | –                                                    | –                                                    | –                                                    | [ 17 ]                                               |
| 1928       | 25.ª                                                 | Viena                                                | –                                                    | •                                                    | –                                                    | –                                                    | [ 17 ]                                               |
| 1928       | 25.ª                                                 | Bruck                                                | –                                                    | –                                                    | •                                                    | –                                                    | [ 17 ]                                               |
| 1929       | 26.ª                                                 | Stockerau                                            | •                                                    | –                                                    | –                                                    | –                                                    | [ 18 ]                                               |
| 1929       | 26.ª                                                 | Semmering                                            | –                                                    | •                                                    | –                                                    | –                                                    | [ 18 ]                                               |
| 1929       | 26.ª                                                 | Klagenfurt                                           | –                                                    | –                                                    | •                                                    | –                                                    | [ 18 ]                                               |
| 1930       | 27.ª                                                 | Viena                                                | •                                                    | –                                                    | –                                                    | –                                                    | [ 19 ]                                               |
| 1930       | 27.ª                                                 | Innsbruck                                            | –                                                    | •                                                    | –                                                    | –                                                    | [ 19 ]                                               |
| 1930       | 27.ª                                                 | Semmering                                            | –                                                    | –                                                    | •                                                    | –                                                    | [ 19 ]                                               |
| 1931       | 28.ª                                                 | Innsbruck                                            | •                                                    | –                                                    | –                                                    | –                                                    | [ 20 ]                                               |
| 1931       | 28.ª                                                 | Mödling                                              | –                                                    | •                                                    | –                                                    | –                                                    | [ 20 ]                                               |
| 1931       | 28.ª                                                 | Graz                                                 | –                                                    | –                                                    | •                                                    | –                                                    | [ 20 ]                                               |
| 1932       | 29.ª                                                 | Viena                                                | •                                                    | •                                                    | –                                                    | –                                                    | [ 21 ]                                               |
| 1932       | 29.ª                                                 | Klagenfurt                                           | –                                                    | –                                                    | •                                                    | –                                                    | [ 21 ]                                               |
| 1933       | 30.ª                                                 | St. Pölten                                           | •                                                    | –                                                    | –                                                    | –                                                    | [ 22 ]                                               |
| 1933       | 30.ª                                                 | Graz                                                 | –                                                    | •                                                    | –                                                    | –                                                    | [ 22 ]                                               |
| 1933       | 30.ª                                                 | Innsbruck                                            | –                                                    | –                                                    | •                                                    | –                                                    | [ 22 ]                                               |
| 1934       | 31.ª                                                 | Viena                                                | •                                                    | •                                                    | •                                                    | –                                                    | [ 23 ]                                               |
| 1935       | 32.ª                                                 | Viena                                                | •                                                    | •                                                    | •                                                    | –                                                    |                                                      |
| 1936       | 33.ª                                                 | Viena                                                | •                                                    | •                                                    | •                                                    | –                                                    |                                                      |
| 1937       | 34.ª                                                 | Mödling                                              | •                                                    | –                                                    | –                                                    | •                                                    | [ 24 ]                                               |
| 1937       | 34.ª                                                 | Viena                                                | –                                                    | •                                                    | –                                                    | –                                                    | [ 24 ]                                               |
| 1937       | 34.ª                                                 | Innsbruck                                            | –                                                    | –                                                    | •                                                    | –                                                    | [ 24 ]                                               |
| 1938       | 35.ª                                                 | Viena                                                | •                                                    | –                                                    | –                                                    | •                                                    | [ 25 ]                                               |
| 1938       | 35.ª                                                 | Seefeld                                              | –                                                    | •                                                    | –                                                    | –                                                    | [ 25 ]                                               |
| 1938       | 35.ª                                                 | Graz                                                 | –                                                    | –                                                    | •                                                    | –                                                    | [ 25 ]                                               |
| 1939       | 36.ª                                                 | Viena                                                | •                                                    | •                                                    | •                                                    | –                                                    |                                                      |
| 1939       | 36.ª                                                 | Mödling                                              | –                                                    | –                                                    | –                                                    | •                                                    |                                                      |
| 1940       | 37.ª                                                 | Viena                                                | •                                                    | •                                                    | •                                                    | •                                                    |                                                      |
| 1941       | 38.ª                                                 | Viena                                                | •                                                    | •                                                    | •                                                    | –                                                    |                                                      |
| 1941       | 38.ª                                                 | Semmering                                            | –                                                    | –                                                    | –                                                    | •                                                    |                                                      |
| 1942       | 39.ª                                                 | St. Pölten                                           | •                                                    | –                                                    | •                                                    | –                                                    |                                                      |
| 1942       | 39.ª                                                 | Klagenfurt                                           | –                                                    | •                                                    | –                                                    | –                                                    |                                                      |
| 1942       | 39.ª                                                 | Innsbruck                                            | –                                                    | –                                                    | –                                                    | •                                                    |                                                      |
| 1943       | 40.ª                                                 | Mödling                                              | •                                                    | •                                                    | •                                                    | •                                                    |                                                      |
| 1944– 1945 | Não houve competição devido à Segunda Guerra Mundial | Não houve competição devido à Segunda Guerra Mundial | Não houve competição devido à Segunda Guerra Mundial | Não houve competição devido à Segunda Guerra Mundial | Não houve competição devido à Segunda Guerra Mundial | Não houve competição devido à Segunda Guerra Mundial | Não houve competição devido à Segunda Guerra Mundial |
| 1946       | 41.ª                                                 | Viena                                                | •                                                    | •                                                    | •                                                    | •                                                    |                                                      |
| 1947       | 42.ª                                                 | Klagenfurt                                           | •                                                    | –                                                    | –                                                    | –                                                    |                                                      |
| 1947       | 42.ª                                                 | Graz                                                 | –                                                    | •                                                    | •                                                    | •                                                    |                                                      |
| 1948       | 43.ª                                                 | Viena                                                | •                                                    | •                                                    | •                                                    | •                                                    |                                                      |
| 1949       | 44.ª                                                 | Graz                                                 | •                                                    | •                                                    | •                                                    | •                                                    |                                                      |
| 1950       | 45.ª                                                 | Graz                                                 | •                                                    | –                                                    | •                                                    | –                                                    | [ 26 ]                                               |
| 1950       | 45.ª                                                 | Innsbruck                                            | –                                                    | •                                                    | –                                                    | •                                                    | [ 26 ]                                               |
| 1951       | 46.ª                                                 | Viena                                                | •                                                    | •                                                    | –                                                    | •                                                    | [ 27 ]                                               |
| 1951       | 46.ª                                                 | Mariazell                                            | –                                                    | –                                                    | •                                                    | –                                                    | [ 27 ]                                               |
| 1952       | 47.ª                                                 | Seefeld                                              | •                                                    | •                                                    | •                                                    | –                                                    | [ 28 ]                                               |
| 1952       | 47.ª                                                 | Viena                                                | –                                                    | –                                                    | –                                                    | •                                                    | [ 28 ]                                               |
| 1953       | 48.ª                                                 | St Anton am Arlberg                                  | •                                                    | •                                                    | •                                                    | •                                                    |                                                      |
| 1954       | 49.ª                                                 | Graz                                                 | •                                                    | •                                                    | •                                                    | •                                                    |                                                      |
| 1955       | 50.ª                                                 | Viena                                                | •                                                    | •                                                    | •                                                    | •                                                    |                                                      |
| 1956       | 51.ª                                                 | Viena                                                | •                                                    | •                                                    | •                                                    | •                                                    |                                                      |
| 1957       | 52.ª                                                 | Viena                                                | •                                                    | •                                                    | •                                                    | •                                                    |                                                      |
| 1958       | 53.ª                                                 | Spittal an der Drau                                  | •                                                    | •                                                    | •                                                    | •                                                    |                                                      |
| 1959       | 54.ª                                                 | Viena                                                | •                                                    | •                                                    | •                                                    | •                                                    |                                                      |
| 1960       | 55.ª                                                 | Viena                                                | •                                                    | •                                                    | •                                                    | •                                                    |                                                      |
| 1961       | 56.ª                                                 | Viena                                                | •                                                    | •                                                    | •                                                    | •                                                    |                                                      |
| 1962       | 57.ª                                                 | Viena                                                | •                                                    | •                                                    | •                                                    | •                                                    |                                                      |
| 1963       | 58.ª                                                 | Viena                                                | •                                                    | •                                                    | •                                                    | •                                                    |                                                      |
| 1964       | 59.ª                                                 | Innsbruck                                            | •                                                    | •                                                    | •                                                    | •                                                    |                                                      |
| 1965       | 60.ª                                                 | Klagenfurt                                           | •                                                    | •                                                    | •                                                    | •                                                    |                                                      |
| 1966       | 61.ª                                                 | Salzburgo                                            | •                                                    | •                                                    | •                                                    | •                                                    | [ 29 ]                                               |
| 1967       | 62.ª                                                 | Viena                                                | •                                                    | •                                                    | •                                                    | —                                                    | [ 30 ]                                               |
| 1968       | 63.ª                                                 | Feldkirch                                            | •                                                    | •                                                    | •                                                    | •                                                    | [ 31 ]                                               |
| 1969       | 64.ª                                                 |                                                      | •                                                    | •                                                    | •                                                    | •                                                    | [ 32 ]                                               |
| 1970       | 65.ª                                                 |                                                      | •                                                    | •                                                    | •                                                    | •                                                    | [ 33 ]                                               |
| 1971       | 66.ª                                                 |                                                      | •                                                    | •                                                    | •                                                    | •                                                    | [ 34 ]                                               |
| 1972       | 67.ª                                                 |                                                      | •                                                    | •                                                    | •                                                    | •                                                    | [ 35 ]                                               |
| 1973       | 68.ª                                                 |                                                      | •                                                    | •                                                    | •                                                    | •                                                    | [ 36 ]                                               |
| 1974       | 69.ª                                                 |                                                      | •                                                    | •                                                    | •                                                    | •                                                    | [ 36 ]                                               |
| 1975       | 70.ª                                                 |                                                      | •                                                    | •                                                    | •                                                    | •                                                    | [ 36 ]                                               |
| 1976       | 71.ª                                                 |                                                      | •                                                    | •                                                    | •                                                    | •                                                    | [ 36 ]                                               |
| 1977       | 72.ª                                                 |                                                      | •                                                    | •                                                    | •                                                    | •                                                    | [ 36 ]                                               |
| 1978       | 73.ª                                                 |                                                      | •                                                    | •                                                    | •                                                    | •                                                    | [ 36 ]                                               |
| 1979       | 74.ª                                                 |                                                      | •                                                    | •                                                    | •                                                    | •                                                    | [ 36 ]                                               |
| 1980       | 75.ª                                                 |                                                      | •                                                    | •                                                    | •                                                    | •                                                    | [ 36 ]                                               |
| 1981       | 76.ª                                                 |                                                      | •                                                    | •                                                    | •                                                    | —                                                    | [ 36 ]                                               |
| 1982       | 77.ª                                                 |                                                      | •                                                    | •                                                    | –                                                    | •                                                    | [ 36 ]                                               |
| 1983       | 78.ª                                                 |                                                      | •                                                    | •                                                    | –                                                    | •                                                    | [ 36 ]                                               |
| 1984       | 79.ª                                                 |                                                      | •                                                    | •                                                    | –                                                    | •                                                    | [ 36 ]                                               |
| 1985       | 80.ª                                                 |                                                      | •                                                    | •                                                    | –                                                    | •                                                    | [ 36 ]                                               |
| 1986       | 81.ª                                                 |                                                      | •                                                    | •                                                    | –                                                    | •                                                    | [ 36 ]                                               |
| 1987       | 82.ª                                                 |                                                      | •                                                    | •                                                    | –                                                    | •                                                    | [ 36 ]                                               |
| 1988       | 83.ª                                                 |                                                      | •                                                    | •                                                    | –                                                    | •                                                    | [ 36 ]                                               |
| 1989       | 84.ª                                                 |                                                      | •                                                    | •                                                    | –                                                    | •                                                    | [ 36 ]                                               |
| 1990       | 85.ª                                                 |                                                      | •                                                    | •                                                    | –                                                    | •                                                    | [ 36 ]                                               |
| 1991       | 86.ª                                                 | Innsbruck                                            | •                                                    | •                                                    | –                                                    | •                                                    | [ 37 ]                                               |
| 1992       | 87.ª                                                 |                                                      | •                                                    | •                                                    | •                                                    | •                                                    | [ 38 ]                                               |
| 1993       | 88.ª                                                 | Viena                                                | •                                                    | •                                                    | •                                                    | •                                                    | [ 39 ]                                               |
| 1994       | 89.ª                                                 | Klagenfurt                                           | •                                                    | •                                                    | •                                                    | •                                                    | [ 40 ]                                               |
| 1995       | 90.ª                                                 |                                                      | •                                                    | •                                                    | •                                                    | •                                                    | [ 41 ]                                               |
| 1996       | 91.ª                                                 | Klagenfurt                                           | •                                                    | •                                                    | •                                                    | –                                                    | [ 42 ]                                               |
| 1996       | 91.ª                                                 | Viena                                                | –                                                    | –                                                    | –                                                    | •                                                    | [ 42 ]                                               |
| 1997       | 92.ª                                                 | St. Pölten                                           | •                                                    | •                                                    | –                                                    | •                                                    | [ 43 ]                                               |
| 1998       | 93.ª                                                 | Viena                                                | •                                                    | •                                                    | •                                                    | •                                                    | [ 44 ]                                               |
| 1999       | 94.ª                                                 | Graz                                                 | •                                                    | •                                                    | •                                                    | •                                                    | [ 45 ]                                               |
| 2000       | 95.ª                                                 | Viena                                                | •                                                    | •                                                    | –                                                    | •                                                    | [ 46 ]                                               |
| 2001       | 96.ª                                                 |                                                      | •                                                    | •                                                    | –                                                    | •                                                    | [ 47 ]                                               |
| 2002       | 97.ª                                                 |                                                      | •                                                    | •                                                    | –                                                    | •                                                    | [ 48 ]                                               |
| 2003       | 98.ª                                                 | Dornbirn                                             | •                                                    | •                                                    | –                                                    | •                                                    | [ 49 ]                                               |
| 2004       | 99.ª                                                 | Viena                                                | •                                                    | •                                                    | –                                                    | •                                                    | [ 50 ]                                               |
| 2005       | 100.ª                                                | Innsbruck                                            | •                                                    | •                                                    | –                                                    | –                                                    | [ 51 ]                                               |
| 2006       | 101.ª                                                | Innsbruck                                            | •                                                    | •                                                    | –                                                    | •                                                    | [ 52 ]                                               |
| 2007       | 102.ª                                                | Viena                                                | •                                                    | •                                                    | –                                                    | •                                                    | [ 53 ]                                               |
| 2008       | 103.ª                                                | St. Pölten                                           | •                                                    | •                                                    | –                                                    | •                                                    | [ 54 ]                                               |
| 2009       | 104.ª                                                | Linz                                                 | •                                                    | •                                                    | –                                                    | •                                                    | [ 55 ]                                               |
| 2010       | 105.ª                                                | Innsbruck                                            | •                                                    | •                                                    | –                                                    | •                                                    | [ 56 ]                                               |
| 2011       | 106.ª                                                | St. Pölten                                           | •                                                    | •                                                    | •                                                    | •                                                    | [ 57 ]                                               |
| 2012       | 107.ª                                                | Graz                                                 | •                                                    | •                                                    | •                                                    | •                                                    | [ 58 ]                                               |
| 2013       | 108.ª                                                | Viena                                                | •                                                    | •                                                    | •                                                    | •                                                    | [ 59 ]                                               |
| 2014       | 109.ª                                                | Salzburgo                                            | •                                                    | •                                                    | •                                                    | •                                                    | [ 60 ]                                               |
| 2015       | 110.ª                                                | Dornbirn                                             | •                                                    | •                                                    | •                                                    | •                                                    | [ 61 ]                                               |
| 2016       | 111.ª                                                | Innsbruck                                            | •                                                    | •                                                    | •                                                    | •                                                    | [ 62 ]                                               |
| 2017       | 112.ª                                                | Graz                                                 | •                                                    | •                                                    | •                                                    | •                                                    | [ 63 ]                                               |

## Lista de medalhistas

### Individual masculino
| Evento                            | Ouro                     | Prata                   | Bronze                  |
| Viena 1898 (detalhes)             | Josef Fellner            | Ernst Fellner           | Alfred Klement          |
| 1899–1900                         | Não houve competição     | Não houve competição    | Não houve competição    |
| Lemberg 1901 (detalhes)           | Max Bohatsch             | Anton Steiner           |                         |
| 1902–1903                         | Não houve competição     | Não houve competição    | Não houve competição    |
| Viena 1904 (detalhes)             | Max Bohatsch             | Anton Steiner           |                         |
| Innsbruck 1905 (detalhes)         | Max Bohatsch             |                         |                         |
| Viena 1906 (detalhes)             | Ernst Schilling          |                         |                         |
| Klagenfurt 1907 (detalhes)        | Ernst Herz               | Anton Steiner           |                         |
| Viena 1908 (detalhes)             | Anton Steiner            |                         |                         |
| Viena 1909 (detalhes)             | Anton Steiner            | Fritz Kachler           | Ludwig Richard          |
| Viena 1910 (detalhes)             | Fritz Kachler            | Karl Mejstrik           | Erwin Schwazböck        |
| Klagenfurt 1911 (detalhes)        | Fritz Kachler            | Karl Mejstrik           | Josef Oppacher          |
| Lemberg 1912 (detalhes)           | Fritz Kachler            | Ernst Oppacher          | Ludwig Richard          |
| Viena 1913 (detalhes)             | Willy Böckl              | Ernst Oppacher          |                         |
| Viena 1914 (detalhes)             | Willy Böckl              | Ernst Oppacher          | Erwin Schwarzböck       |
| 1915–1919                         | Não houve competição     | Não houve competição    | Não houve competição    |
| Innsbruck 1920 (detalhes)         | Willy Böckl              |                         |                         |
| Viena 1921 (detalhes)             | Ernst Oppacher           |                         |                         |
| Viena 1922 (detalhes)             | Ernst Oppacher           | Erwin Schwarzböck       | Ludwig Wrede            |
| Viena 1923 (detalhes)             | Ludwig Wrede             | Ernst Oppacher          | Otto Preißecker         |
| Innsbruck 1924 (detalhes)         | Willy Böckl              | Ludwig Wrede            | Hugo Distler            |
| Graz 1925 (detalhes)              | Fritz Kachler            | Willy Böckl             | Otto Preißecker         |
| Viena 1926 (detalhes)             | Otto Preißecker          |                         |                         |
| Klagenfurt 1927 (detalhes)        | Otto Preißecker          | Karl Schäfer            | Ernst Oppacher          |
| Innsbruck 1928 (detalhes)         | Otto Preißecker          | Karl Schäfer            | Hugo Distler            |
| Stockerau 1929 (detalhes)         | Karl Schäfer             | Ludwig Wrede            | Rudolf Zettelmann       |
| Viena 1930 (detalhes)             | Karl Schäfer             | Hugo Distler            | Ludwig Wrede            |
| Innsbruck 1931 (detalhes)         | Karl Schäfer             | Hugo Distler            | Josef Bernhauser        |
| Viena 1932 (detalhes)             | Karl Schäfer             | Otto Hartmann           | Erich Erdös             |
| St. Pölten 1933 (detalhes)        | Karl Schäfer             | Erich Erdös             | Otto Hartmann           |
| Viena 1934 (detalhes)             | Karl Schäfer             | Erich Erdös             | Leopold Linhart         |
| Viena 1935 (detalhes)             | Felix Kaspar             | Erich Erdös             | Leopold Linhart         |
| Viena 1936 (detalhes)             | Karl Schäfer             | Leopold Linhart         | Hellmut May             |
| Mödling 1937 (detalhes)           | Felix Kaspar             | Leopold Linhart         | Hellmut May             |
| Viena 1938 (detalhes)             | Felix Kaspar             | Edi Rada                | Emil Ratzenhofer        |
| Viena 1939 (detalhes)             | Edi Rada                 | Herbert Alward          | Emil Ratzenhofer        |
| Viena 1940 (detalhes)             | Edi Rada                 | Hellmut May             | Karl Jungbauer          |
| Viena 1941 (detalhes)             | Edi Rada                 | Hellmut May             | Karl Jungbauer          |
| St. Pölten 1942 (detalhes)        | Edi Rada                 | Franz Zelger            |                         |
| Mödling 1943 (detalhes)           | Hanno Brückmann          | Georg Felsenreich       | Karl Kurz               |
| 1944–1945                         | Não houve competição     | Não houve competição    | Não houve competição    |
| Viena 1946 (detalhes)             | Edi Rada                 | Hellmut May             | Georg Felsenreich       |
| Klagenfurt 1947 (detalhes)        | Edi Rada                 | Helmut Seibt            | Alexander Balisch       |
| Viena 1948 (detalhes)             | Edi Rada                 | Hellmut May             | Helmut Seibt            |
| Graz 1949 (detalhes)              | Edi Rada                 | Helmut Seibt            |                         |
| Graz 1950 (detalhes)              | Helmut Seibt             | Martin Felsenreich      | Norbert Cerny           |
| Viena 1951 (detalhes)             | Helmut Seibt             | Martin Felsenreich      | Kurt Oppelt             |
| Seefeld 1952 (detalhes)           | Helmut Seibt             | Martin Felsenreich      | Kurt Oppelt             |
| St. Anton/Arlberg 1953 (detalhes) | Martin Felsenreich       | Kurt Oppelt             | Norbert Felsinger       |
| Graz 1954 (detalhes)              | Norbert Felsinger        | Hanno Ströher           | Heinz Döpfl             |
| Viena 1955 (detalhes)             | Norbert Felsinger        | Karl Böhringer          | Heinz Döpfl             |
| Viena 1956 (detalhes)             | Norbert Felsinger        |                         |                         |
| Viena 1957 (detalhes)             | Norbert Felsinger        |                         |                         |
| Spittal/Drau 1958 (detalhes)      | Norbert Felsinger        |                         |                         |
| Viena 1959 (detalhes)             | Norbert Felsinger        |                         |                         |
| Viena 1960 (detalhes)             | Norbert Felsinger        |                         |                         |
| Viena 1961 (detalhes)             | Peter Jonas              |                         |                         |
| Viena 1962 (detalhes)             | Peter Jonas              |                         |                         |
| Viena 1963 (detalhes)             | Peter Jonas              |                         |                         |
| Innsbruck 1964 (detalhes)         | Peter Jonas              |                         |                         |
| Klagenfurt 1965 (detalhes)        | Emmerich Danzer          |                         |                         |
| Salzburgo 1966 (detalhes)         | Emmerich Danzer          |                         |                         |
| Viena 1967 (detalhes)             | Emmerich Danzer          |                         |                         |
| Feldkirch 1968 (detalhes)         | Emmerich Danzer          |                         |                         |
| 1969 (detalhes)                   | Günter Anderl            |                         |                         |
| 1970 (detalhes)                   | Günter Anderl            |                         |                         |
| 1971 (detalhes)                   | Günter Anderl            |                         |                         |
| 1972 (detalhes)                   | Josef Schneider          |                         |                         |
| 1973 (detalhes)                   | Günther Hilgarth         |                         |                         |
| 1974 (detalhes)                   | Ronald Koppelent         |                         |                         |
| 1975 (detalhes)                   | Ronald Koppelent         |                         |                         |
| 1976 (detalhes)                   | Ronald Koppelent         |                         |                         |
| 1977 (detalhes)                   | Ronald Koppelent         |                         |                         |
| 1978 (detalhes)                   | Gerhard Hubmann          |                         |                         |
| 1979 (detalhes)                   | Helmut Kristofics-Binder |                         |                         |
| 1980 (detalhes)                   | Helmut Kristofics-Binder |                         |                         |
| 1981 (detalhes)                   | Helmut Kristofics-Binder |                         |                         |
| 1982 (detalhes)                   | Thomas Hlavik            |                         |                         |
| 1983 (detalhes)                   | Thomas Hlavik            |                         |                         |
| 1984 (detalhes)                   | Thomas Hlavik            |                         |                         |
| 1985 (detalhes)                   | Ralph Burghart           |                         |                         |
| 1986 (detalhes)                   | Thomas Hlavik            |                         |                         |
| 1987 (detalhes)                   | Ralph Burghart           |                         |                         |
| 1988 (detalhes)                   | Ralph Burghart           |                         |                         |
| 1989 (detalhes)                   | Ralph Burghart           |                         |                         |
| 1990 (detalhes)                   | Ralph Burghart           |                         |                         |
| 1991 (detalhes)                   | Ralph Burghart           |                         |                         |
| 1992 (detalhes)                   | Ralph Burghart           | Nikolaus Adler          | Roland Burghart         |
| Viena 1993 (detalhes)             | Florian Tuma             | Roland Burghart         | Markus Lehner           |
| Klagenfurt 1994 (detalhes)        | Florian Tuma             | Markus Haider           | Georg Ganner            |
| 1995 (detalhes)                   | Florian Tuma             |                         |                         |
| Klagenfurt 1996 (detalhes)        | Florian Tuma             | Roland Burghart         | Markus Haider           |
| St. Pölten 1997 (detalhes)        | Florian Tuma             | Clemens Jonas           | Roland Burghart         |
| Viena 1998 (detalhes)             | Christian Horvath        | Clemens Jonas           | Michael Weber           |
| Graz 1999 (detalhes)              | Clemens Jonas            | Philipp Morscher        | Florian Mistelbauer     |
| Viena 2000 (detalhes)             | Christian Horvath        | Clemens Jonas           | Philipp Morscher        |
| 2001 (detalhes)                   | Clemens Jonas            | Christian Horvath       | Christian Rauchbauer    |
| 2002 (detalhes)                   | Clemens Jonas            | Christian Rauchbauer    | Florian Mistelbauer     |
| Dornbirn 2003 (detalhes)          | Viktor Pfeifer           | Christian Rauchbauer    | Florian Mistelbauer     |
| Viena 2004 (detalhes)             | Clemens Jonas            | Viktor Pfeifer          | Christian Rauchbauer    |
| Innsbruck 2005 (detalhes)         | Viktor Pfeifer           | Christian Rauchbauer    | Manuel Koll             |
| Innsbruck 2006 (detalhes)         | Viktor Pfeifer           | nenhum outro competidor | nenhum outro competidor |
| Viena 2007 (detalhes)             | Manuel Koll              | Viktor Pfeifer          | Christian Rauchbauer    |
| St. Pölten 2008 (detalhes)        | Manuel Koll              | Christian Rauchbauer    | Mario-Rafael Ionian     |
| Linz 2009 (detalhes)              | Viktor Pfeifer           | Mario-Rafael Ionian     | Severin Kiefer          |
| Innsbruck 2010 (detalhes)         | Viktor Pfeifer           | Manuel Koll             | Mario-Rafael Ionian     |
| St. Pölten 2011 (detalhes)        | Viktor Pfeifer           | Manuel Koll             | Mario-Rafael Ionian     |
| Graz 2012 (detalhes)              | Viktor Pfeifer           | Manuel Koll             | Severin Kiefer          |
| Viena 2013 (detalhes)             | Viktor Pfeifer           | Mario-Rafael Ionian     | Severin Kiefer          |
| Salzburgo 2014 (detalhes)         | Viktor Pfeifer           | Mario-Rafael Ionian     | Severin Kiefer          |
| Dornbirn 2015 (detalhes)          | Mario-Rafael Ionian      | Manuel Koll             | Albert Mück             |
| Innsbruck 2016 (detalhes)         | Mario-Rafael Ionian      | Manuel Koll             | Albert Mück             |
| Graz 2017 (detalhes)              | Mario-Rafael Ionian      | Manuel Koll             | Johannes Maierhofer     |

### Individual feminino
| Evento                       | Ouro                      | Prata                  | Bronze                    |
| Praga 1913 (detalhes)        | Gisela Reichmann          |                        |                           |
| Viena 1914 (detalhes)        | Paula Zalaudek            |                        |                           |
| 1915                         | Não houve competição      | Não houve competição   | Não houve competição      |
| Viena 1916 (detalhes)        | Paula Zalaudek            |                        |                           |
| Viena 1917 (detalhes)        | Gisela Reichmann          |                        |                           |
| Viena 1918 (detalhes)        | Gisela Reichmann          | Herma Szabo            |                           |
| 1919–1921                    | Não houve competição      | Não houve competição   | Não houve competição      |
| Viena 1922 (detalhes)        | Herma Szabo               |                        |                           |
| Viena 1923 (detalhes)        | Herma Szabo               | Gisela Reichmann       | Hilde Thiel               |
| Wien 1924 (detalhes)         | Herma Szabo               | Hilde Thiel            |                           |
| Klagenfurt 1925 (detalhes)   | Herma Szabo               |                        |                           |
| Graz 1926 (detalhes)         | Herma Szabo               | Melitta Brunner        |                           |
| Innsbruck 1927 (detalhes)    | Herma Szabo               | Melitta Brunner        | Fritzi Burger             |
| Viena 1928 (detalhes)        | Fritzi Burger             | Melitta Brunner        | Grete Kubitschek          |
| Semmering 1929 (detalhes)    | Fritzi Burger             | Melitta Brunner        | Gerda Hornung             |
| Innsbruck 1930 (detalhes)    | Fritzi Burger             | Melitta Brunner        | Ilse Hornung              |
| Mödling 1931 (detalhes)      | Fritzi Burger             | Ilse Hornung           | Lilly Weiler              |
| Viena 1932 (detalhes)        | Hilde Holovsky            | Fritzi Burger          | Hela Dietz                |
| Graz 1933 (detalhes)         | Hilde Holovsky            | Liselotte Landbeck     | Helga Schrittwieser       |
| Viena 1934 (detalhes)        | Liselotte Landbeck        | Grete Lainer           | Fritzi Burger             |
| Viena 1935 (detalhes)        | Liselotte Landbeck        | Grete Lainer           | Hedy Stenuf               |
| Viena 1936 (detalhes)        | Emmy Putzinger            | Hedy Stenuf            | Grete Lainer              |
| Viena 1937 (detalhes)        | Emmy Putzinger            | Grete Lainer           | Hanne Niernberger         |
| Seefeld 1938 (detalhes)      | Emmy Putzinger            | Hanne Niernberger      | Lissy König               |
| Viena 1939 (detalhes)        | Emmy Putzinger            | Emmy Polak             | Anita Waegeler            |
| Viena 1940 (detalhes)        | Hanna Niernberger         | Emmy Putzinger         | Hertha Wächtler           |
| Viena 1941 (detalhes)        | Hanne Niernberger         | Marta Musilek          | Madeleine Müller          |
| Klagenfurt 1942 (detalhes)   | Marta Musilek             | Grete Veit             | Inge Solar                |
| Mödling 1943 (detalhes)      | Marta Musilek             | Madeleine Müller       | Hilde Appeltauer          |
| 1944–1945                    | Não houve competição      | Não houve competição   | Não houve competição      |
| Viena 1946 (detalhes)        | Eva Pawlik                | Inge Solar             | Hilde Appeltauer          |
| Graz 1947 (detalhes)         | Eva Pawlik                | Inge Solar             | Lilly Fuchs               |
| Viena 1948 (detalhes)        | Eva Pawlik                | Hilde Appeltauer       | Inge Solar                |
| Graz 1949 (detalhes)         | Eva Pawlik                | Lilly Fuchs            | Susi Giebisch             |
| Innsbruck 1950 (detalhes)    | Lilly Fuchs               | Susi Giebisch          | Helga Haid                |
| Viena 1951 (detalhes)        | Lotte Schwenk             | Annelies Schilhan      | Eva Weidler               |
| Seefeld 1952 (detalhes)      | Annelies Schilhan         | Sissy Schwarz          | Eva Weidler               |
| St. Anton 1953 (detalhes)    | Annelies Schilhan         | Ingrid Wendl           | Hanna Walter              |
| Graz 1954 (detalhes)         | Annelies Schilhan         | Hanna Eigel            | Ingrid Wendl              |
| Viena 1955 (detalhes)        | Ingrid Wendl              | Hanna Eigel            | Hanna Walter              |
| Viena 1956 (detalhes)        | Ingrid Wendl              |                        |                           |
| Viena 1957 (detalhes)        | Hanna Eigel               |                        |                           |
| Spittal/Drau 1958 (detalhes) | Ingrid Wendl              |                        |                           |
| Viena 1959 (detalhes)        | Hanna Walter              |                        |                           |
| Viena 1960 (detalhes)        | Regine Heitzer            |                        |                           |
| Viena 1961 (detalhes)        | Regine Heitzer            |                        |                           |
| Viena 1962 (detalhes)        | Regine Heitzer            |                        |                           |
| Viena 1963 (detalhes)        | Regine Heitzer            |                        |                           |
| Innsbruck 1964 (detalhes)    | Regine Heitzer            |                        |                           |
| Klagenfurt 1965 (detalhes)   | Regine Heitzer            |                        |                           |
| Salzburgo 1966 (detalhes)    | Regine Heitzer            |                        |                           |
| Viena 1967 (detalhes)        | Beatrix Schuba            |                        |                           |
| Feldkirch 1968 (detalhes)    | Beatrix Schuba            |                        |                           |
| 1969 (detalhes)              | Beatrix Schuba            |                        |                           |
| 1970 (detalhes)              | Beatrix Schuba            |                        |                           |
| 1971 (detalhes)              | Beatrix Schuba            |                        |                           |
| 1972 (detalhes)              | Beatrix Schuba            |                        |                           |
| 1973 (detalhes)              | Sonja Balun               |                        |                           |
| 1974 (detalhes)              | Sonja Balun               |                        |                           |
| 1975 (detalhes)              | Sonja Balun               |                        |                           |
| 1976 (detalhes)              | Sonja Balun               |                        | Claudia Kristofics-Binder |
| 1977 (detalhes)              | Claudia Kristofics-Binder |                        |                           |
| 1978 (detalhes)              | Claudia Kristofics-Binder |                        |                           |
| 1979 (detalhes)              | Claudia Kristofics-Binder |                        |                           |
| 1980 (detalhes)              | Claudia Kristofics-Binder |                        |                           |
| 1981 (detalhes)              | Claudia Kristofics-Binder |                        |                           |
| 1982 (detalhes)              | Claudia Kristofics-Binder |                        |                           |
| 1983 (detalhes)              | Sonja Stanek              |                        |                           |
| 1984 (detalhes)              | Parthena Sarafidis        |                        |                           |
| 1985 (detalhes)              | Sabine Paal               |                        |                           |
| 1986 (detalhes)              | Sabine Paal               |                        |                           |
| 1987 (detalhes)              | Sabine Paal               |                        |                           |
| 1988 (detalhes)              | Yvonne Pokorny            |                        |                           |
| 1989 (detalhes)              | Yvonne Pokorny            |                        |                           |
| 1990 (detalhes)              | Yvonne Pokorny            |                        |                           |
| Innsbruck 1991 (detalhes)    | Yvonne Pokorny            | Christine Czerni       | Melanie Friedreich        |
| 1992 (detalhes)              | Yvonne Pokorny            | Christine Czerni       | Andrea Kus                |
| Viena 1993 (detalhes)        | Andrea Kus                | Yvonne Pokorny         | Eva Sonnleitner           |
| Klagenfurt 1994 (detalhes)   | Julia Lautowa             | Martina Kus            | Eva Sonnleitner           |
| 1995 (detalhes)              | Angela Tuska              |                        |                           |
| 1996 (detalhes)              | Andrea Kus                | Denise Jaschek         | Karin Brandstätter        |
| St. Pölten 1997 (detalhes)   | Julia Lautowa             | Anna Wenzel            | Karin Brandstätter        |
| Viena 1998 (detalhes)        | Jubilee Jenna Mandl       | Anna Wenzel            | Elisabeth Angerer         |
| Graz 1999 (detalhes)         | Jubilee Jenna Mandl       | Anna Wenzel            | Elisabeth Angerer         |
| Viena 2000 (detalhes)        | Julia Lautowa             | Anna Wenzel            | Karin Strebl              |
| 2001 (detalhes)              | Anna Wenzel               | Karin Steiner          | Anna Gabriel              |
| 2002 (detalhes)              | Julia Lautowa             | Diána Póth             | Jennifer LeGuilloux       |
| Dornbirn 2003 (detalhes)     | Julia Lautowa             | Jennifer LeGuilloux    | Anni Luftensteiner        |
| Viena 2004 (detalhes)        | Julia Lautowa             | Andrea Kreuzer         | Anni Luftensteiner        |
| Innsbruck 2005 (detalhes)    | Karin Brandstätter        | Anni Luftensteiner     | Andrea Kreuzer            |
| Innsbruck 2006 (detalhes)    | Andrea Kreuzer            | Kathrin Freudelsperger | Astrid Mangi              |
| Viena 2007 (detalhes)        | Kathrin Freudelsperger    | Denise Koegl           | Kerstin Frank             |
| St. Pölten 2008 (detalhes)   | Denise Kögl               | Stephanie Ellensohn    | Kerstin Frank             |
| Linz 2009 (detalhes)         | Miriam Ziegler            | Kerstin Frank          | Denise Kögl               |
| Innsbruck 2010 (detalhes)    | Miriam Ziegler            | Kerstin Frank          | Belinda Schönberger       |
| St. Pölten 2011 (detalhes)   | Belinda Schönberger       | Andrea Kreuzer         | Kerstin Frank             |
| Graz 2012 (detalhes)         | Kerstin Frank             | Belinda Schönberger    | Miriam Ziegler            |
| Viena 2013 (detalhes)        | Kerstin Frank             | Belinda Schönberger    | Natascha Zangl            |
| Salzburgo 2014 (detalhes)    | Kerstin Frank             | Christina Grill        | Jenny Lin                 |
| Dornbirn 2015 (detalhes)     | Kerstin Frank             | Anita Kapferer         | Sabrina Schulz            |
| Innsbruck 2016 (detalhes)    | Kerstin Frank             | Belinda Schönberger    | Lara Nikola Roth          |
| Graz 2017 (detalhes)         | Kerstin Frank             | Alisa Stomakhina       | Marika Steward            |

### Duplas
| Evento                       | Ouro                               | Prata                                | Bronze                             |
| Viena 1913 (detalhes)        | Helene Engelmann Karl Mejstrik     | Christa Szabo Leo Horwitz            |                                    |
| Viena 1914 (detalhes)        | Christa von Szabo Leo Horwitz      | Helene Engelmann Karl Mejstrik       |                                    |
| 1915–1920                    | Não houve competição               | Não houve competição                 | Não houve competição               |
| Viena 1921 (detalhes)        | Helene Engelmann Alfred Berger     | Hansi Eissert Georg Pamperl          |                                    |
| Viena 1922 (detalhes)        | Helene Engelmann Alfred Berger     |                                      |                                    |
| Viena 1923 (detalhes)        | Helene Engelmann Alfred Berger     |                                      |                                    |
| Viena 1924 (detalhes)        | Lilly Scholz Otto Kaiser           | Gisela Hochhaltinger Georg Pamperl   |                                    |
| Innsbruck 1925 (detalhes)    | Herma Szabo Ludwig Wrede           | ? Steinsky ? Prohaska                |                                    |
| Graz 1926 (detalhes)         | Herma Szabo Ludwig Wrede           |                                      |                                    |
| Graz 1927 (detalhes)         | Lilly Scholz Otto Kaiser           |                                      |                                    |
| Bruck/Mur 1928 (detalhes)    | Lilly Scholz Otto Kaiser           |                                      |                                    |
| Klagenfurt 1929 (detalhes)   | Lilly Scholz Otto Kaiser           | Gisela Hochhaltinger Otto Preißecker | Melitta Brunner Ludwig Wrede       |
| Semmering 1930 (detalhes)    | Melitta Brunner Ludwig Wrede       | Gisela Hochhaltinger Otto Preißecker |                                    |
| Graz 1931 (detalhes)         | Lilly Gaillard Willy Petter        | Idi Papez Karl Zwack                 | Ridi Jauernigg Pepo Jauernigg      |
| Klagenfurt 1932 (detalhes)   | Lilly Gaillard Willy Petter        | Idi Papez Karl Zwack                 | ? Holzmann Ludwig Wrede            |
| Innsbruck 1933 (detalhes)    | Idi Papez Karl Zwack               | Lilly Gaillard Willy Petter          | Hansi Kast Otto Kaiser             |
| Viena 1934 (detalhes)        | Idi Papez Karl Zwack               | Herta Baumgartner Rolf Stillebacher  | ? Kafka ? Hanke                    |
| Viena 1935 (detalhes)        | Idi Papez Karl Zwack               | Ilse Pausin Erik Pausin              | Liese Kianek Adolf Rosdol          |
| Viena 1936 (detalhes)        | Ilse Pausin Erik Pausin            | ? Kafka ? Hanke                      | ? Hawel ? Haidinger                |
| Innsbruck 1937 (detalhes)    | Ilse Pausin Erik Pausin            | Hildegard Faulhaber Karl Eigel       | Helga Schrittwieser Pepo Jauernigg |
| Graz 1938 (detalhes)         | Ilse Pausin Erik Pausin            | Hildegard Faulhaber Karl Eigel       | Helga Schrittwieser Pepo Jauernigg |
| Viena 1939 (detalhes)        | Ilse Pausin Erik Pausin            | Hildegard Faulhaber Karl Eigel       | Helga Schrittwieser Pepo Jauernigg |
| Viena 1940 (detalhes)        | Ilse Pausin Erik Pausin            | Hildegard Eigel-Faulhaber Karl Eigel | Herta Ratzenhofer Emil Ratzenhofer |
| Viena 1941 (detalhes)        | Ilse Pausin Erik Pausin            | Herta Ratzenhofer Emil Ratzenhofer   | ? Jurczak ? Hauser                 |
| St. Pölten 1942 (detalhes)   | Eva Pawlik Rudi Seeliger           | ? Zimmermann ? Gmeiner               |                                    |
| Mödling 1943 (detalhes)      | Herta Ratzenhofer Emil Ratzenhofer | ? Wambera Walter Hüttner             |                                    |
| 1944–1945                    | Não houve competição               | Não houve competição                 | Não houve competição               |
| Viena 1946 (detalhes)        | Herta Ratzenhofer Emil Ratzenhofer | Susi Giebisch Helmut Seibt           | ? Wambera Walter Hüttner           |
| Graz 1947 (detalhes)         | Herta Ratzenhofer Emil Ratzenhofer | Susi Giebisch Helmut Seibt           | ? Müller Walter Hüttner            |
| Viena 1948 (detalhes)        | Herta Ratzenhofer Emil Ratzenhofer | Susi Giebisch Helmut Seibt           | Elly Stärk Harry Gareis            |
| Graz 1949 (detalhes)         | Herta Ratzenhofer Emil Ratzenhofer | Elly Stärk Harry Gareis              |                                    |
| Graz 1950 (detalhes)         | Susi Giebisch Rudi Seeliger        | Elly Stärk Harry Gareis              | Herta Ratzenhofer Emil Ratzenhofer |
| Mariazell 1951 (detalhes)    | Elly Stärk Harry Gareis            | ? Sporn ? Dressl                     |                                    |
| Seefeld 1952 (detalhes)      | Sissy Schwarz Kurt Oppelt          | ? Zechmeister ? Kohout               |                                    |
| St. Anton 1953 (detalhes)    | Sissy Schwarz Kurt Oppelt          | ? Widstruk Konrad Lienert            | ? Löscher ? Klein                  |
| Graz 1954 (detalhes)         | Sissy Schwarz Kurt Oppelt          | ? Widstruk Konrad Lienert            | ? Lehner ? Lenitz                  |
| Viena 1955 (detalhes)        | Sissy Schwarz Kurt Oppelt          | Liesl Ellend Konrad Lienert          |                                    |
| Viena 1956 (detalhes)        | Sissy Schwarz Kurt Oppelt          | Liesl Ellend Konrad Lienert          |                                    |
| Viena 1957 (detalhes)        | Liesl Ellend Konrad Lienert        |                                      |                                    |
| Spittal/Drau 1958 (detalhes) | Liesl Ellend Konrad Lienert        |                                      |                                    |
| Viena 1959 (detalhes)        | Diana Hinko Heinz Döpfl            |                                      |                                    |
| Viena 1960 (detalhes)        | Diana Hinko Heinz Döpfl            |                                      |                                    |
| Viena 1961 (detalhes)        | Diana Hinko Heinz Döpfl            |                                      |                                    |
| Viena 1962 (detalhes)        | Diana Hinko Bernd Henhapel         |                                      |                                    |
| Viena 1963 (detalhes)        | Gerlinde Schönbauer Willy Bietak   |                                      |                                    |
| Innsbruck 1964 (detalhes)    | Gerlinde Schönbauer Willy Bietak   |                                      |                                    |
| Klagenfurt 1965 (detalhes)   | Gerlinde Schönbauer Willy Bietak   |                                      |                                    |
| Salzburgo 1966 (detalhes)    | Gerlinde Schönbauer Willy Bietak   |                                      |                                    |
| Viena 1967 (detalhes)        | Evelyne Schneider Willy Bietak     |                                      |                                    |
| Feldkirch 1968 (detalhes)    | Evelyne Schneider Willy Bietak     |                                      |                                    |
| 1969 (detalhes)              | Evelyne Schneider Willy Bietak     |                                      |                                    |
| 1970 (detalhes)              | Evelyne Scharf Willy Bietak        |                                      |                                    |
| 1971 (detalhes)              | Evelyne Scharf Willy Bietak        |                                      |                                    |
| 1972 (detalhes)              | Ursula Nemec Michael Nemec         |                                      |                                    |
| 1973 (detalhes)              | Ursula Nemec Michael Nemec         |                                      |                                    |
| 1974 (detalhes)              | Ursula Nemec Michael Nemec         |                                      |                                    |
| 1975 (detalhes)              | Ursula Nemec Michael Nemec         |                                      |                                    |
| 1976 (detalhes)              | Ursula Nemec Michael Nemec         |                                      |                                    |
| 1977 (detalhes)              | Jenny Booth Michael Nemec          |                                      |                                    |
| 1978 (detalhes)              | Ingrid Fuchs Walter Fuchs          |                                      |                                    |
| 1979 (detalhes)              | Ingrid Fuchs Walter Fuchs          |                                      |                                    |
| 1980 (detalhes)              | Ingrid Fuchs Walter Fuchs          |                                      |                                    |
| 1981 (detalhes)              |                                    |                                      |                                    |
| 1982–1991                    | Não houve competição               | Não houve competição                 | Não houve competição               |
| 1992 (detalhes)              | Ulrike Gerstl Björn Lobenwein      | nenhum outro competidor              | nenhum outro competidor            |
| Viena 1993 (detalhes)        | Ulrike Gerstl Björn Lobenwein      | nenhum outro competidor              | nenhum outro competidor            |
| Klagenfurt 1994 (detalhes)   | Ulrike Gerstl Björn Lobenwein      | nenhum outro competidor              | nenhum outro competidor            |
| 1995 (detalhes)              | Ulrike Gerstl Björn Lobenwein      | nenhum outro competidor              | nenhum outro competidor            |
| 1996 (detalhes)              | Ulrike Gerstl Björn Lobenwein      | nenhum outro competidor              | nenhum outro competidor            |
| 1997                         | Não houve competição               | Não houve competição                 | Não houve competição               |
| Viena 1998 (detalhes)        | Marion Haas Björn Lobenwein        | Katarzyna Prystal Roland Burghart    | nenhum outro competidor            |
| Graz 1999 (detalhes)         | Claudia Koll Björn Lobenwein       | nenhum outro competidor              | nenhum outro competidor            |
| 2000–2010                    | Não houve competição               | Não houve competição                 | Não houve competição               |
| St. Pölten 2011 (detalhes)   | Stina Martini Severin Kiefer       | nenhum outro competidor              | nenhum outro competidor            |
| Graz 2012 (detalhes)         | Stina Martini Severin Kiefer       | nenhum outro competidor              | nenhum outro competidor            |
| Viena 2013 (detalhes)        | Stina Martini Severin Kiefer       | nenhum outro competidor              | nenhum outro competidor            |
| Salzburgo 2014 (detalhes)    | Miriam Ziegler Severin Kiefer      | nenhum outro competidor              | nenhum outro competidor            |
| Dornbirn 2015 (detalhes)     | Miriam Ziegler Severin Kiefer      | nenhum outro competidor              | nenhum outro competidor            |
| Innsbruck 2016 (detalhes)    | Miriam Ziegler Severin Kiefer      | nenhum outro competidor              | nenhum outro competidor            |
| Graz 2017 (detalhes)         | Miriam Ziegler Severin Kiefer      | nenhum outro competidor              | nenhum outro competidor            |

### Dança no gelo
| Evento                            | Ouro                                          | Prata                                 | Bronze                                       |
| Mödling 1937 (detalhes)           | ? Wagner ? Staniek                            | ? Winkelmann ? Löhner                 | ? Stöhr ? Hackl                              |
| Viena 1938 (detalhes)             | ? Winkelmann ? Löhner                         | ? Wagner ? Staniek                    | ? Stöhr ? Hackl                              |
| Mödling 1939 (detalhes)           | ? Wagner ? Staniek                            | ? Winkelmann ? Löhne                  | ? Stöhr ? Hackl                              |
| Viena 1940 (detalhes)             | ? Wagner ? Staniek                            | ? Stöhr ? Hackl                       | ? Bauer ? Kröpfl                             |
| Semmering 1941 (detalhes)         | ? Winkelmann ? Löhner                         | ? Stöhr ? Hackl                       | Hertha Branowitzer Rudolf Plaschke           |
| Innsbruck 1942 (detalhes)         | ? Stöhr ? Hackl                               | ? Partmann ? Heinlein                 | ? Linsbauer ? Fischer                        |
| Mödling 1943 (detalhes)           | ? Stöhr ? Hackl                               | ? Nittmann ? Staniek                  | ? Schubert ? Forster                         |
| 1944–1945                         | Não houve competição                          | Não houve competição                  | Não houve competição                         |
| Viena 1946 (detalhes)             | Hertha Branowitzer Rudolf Plaschke            | ? Kröpfl ? Kröpfl                     | ? Schilling ? Staniek                        |
| Graz 1947 (detalhes)              | Hertha Branowitzer Rudolf Plaschke            | ? Schilling ? Staniek                 | ? Kröpfl ? Kröpfl                            |
| Viena 1948 (detalhes)             | Hertha Branowitzer Rudolf Plaschke            | ? Leitner ? Gregorin                  | ? Schilling ? Staniek                        |
| Graz 1949 (detalhes)              | Hertha Branowitzer Rudolf Plaschke            | ? Leitner ? Gregorin                  | ? Staniek ? Staniek                          |
| Innsbruck 1950 (detalhes)         | Hertha Branowitzer Rudolf Plaschke            | ? Leitner ? Gregorin                  | Luise Lehner Hans Kutschera                  |
| Viena 1951 (detalhes)             | ? Leitner ? Gregorin                          | Ilse Reitmaier ? Behringer            | Helga Binder Edwin Fuhrich                   |
| Viena 1952 (detalhes)             | Paulin Haffner Herbert Huber                  | Ilse Reitmaier Hans Kutschera         | Helga Binder Edwin Fuhrich                   |
| St. Anton/Arlberg 1953 (detalhes) | Helga Binder Edwin Fuhrich                    | Lucia Fischer Rudolf Zorn             | Luise Lehner Hans Kutschera                  |
| Graz 1954 (detalhes)              | Helga Binder Edwin Fuhrich                    | Edith Peikert Hans Kutschera          | Lucia Fischer Rudolf Zorn                    |
| Viena 1955 (detalhes)             | Edith Peikert Hans Kutschera                  | Lucia Fischer Rudolf Zorn             | ? Ellend Konrad Lienert                      |
| Viena 1956 (detalhes)             | Edith Peikert Hans Kutschera                  | Lucia Fischer Rudolf Zorn             | Brigitte Gröger Alois Mitterhuber            |
| Viena 1957 (detalhes)             | Edith Peikert Hans Kutschera                  | Lucia Zorn Rudolf Zorn                | Brigitte Gröger Alois Mitterhuber            |
| Spittal/Drau 1958 (detalhes)      | Lucia Zorn Rudolf Zorn                        | Edith Peikert Alois Mitterhuber       | Helga Michlmayr Georg Felsinger              |
| Viena 1959 (detalhes)             | Lucia Zorn Rudolf Zorn                        | Helga Michlmayr Georg Felsinger       | Christel Trebesiner Herbert Rothkappl        |
| Viena 1960 (detalhes)             | Helga Michelmayr Georg Felsinger              | Christel Trebesiner Herbert Rothkappl | ? Wagner ? Klein                             |
| Viena 1961 (detalhes)             | Christel Trebesiner Georg Felsinger           | ? Kandl ? Wondrak                     | ? Wagner ? Klein                             |
| Viena 1962 (detalhes)             | Christel Trebesiner Georg Felsinger           | ? Strohmeyer ? Strohmeyer             | ? Holik ? Holik                              |
| Viena 1963 (detalhes)             | Christel Trebesiner Georg Felsinger           | ? Strohmeyer ? Strohmeyer             | Heide Mezger Herbert Rothkappl               |
| Innsbruck 1964 (detalhes)         | Christel Trebesiner Georg Felsinger           | Heide Mezger Herbert Rothkappl        | Strohmeyer                                   |
| Klagenfurt 1965 (detalhes)        | Christel Trebesiner Georg Felsinger           | Heide Mezger Herbert Rothkappl        | ? Thor ? Thor                                |
| Salzburgo 1966 (detalhes)         | Christel Trebesiner Herbert Rothkappl         | Heide Mezger Georg Felsinger          | ? Thor ? Thor                                |
| 1967                              | Não houve competição                          | Não houve competição                  | Não houve competição                         |
| 1968 (detalhes)                   | Heide Mezger Herbert Rothkappl                |                                       |                                              |
| 1969 (detalhes)                   | Elfriede Rupp Walter Leschetitzky             |                                       |                                              |
| 1970 (detalhes)                   | Elfriede Rupp Walter Leschetitzky             |                                       |                                              |
| 1971 (detalhes)                   | Agnes Arco Adrian Perco                       |                                       |                                              |
| 1972 (detalhes)                   | Brigitte Scheijbal Walter Leschetitzky        |                                       |                                              |
| 1973 (detalhes)                   | Brigitte Scheijbal Walter Leschetitzky        |                                       |                                              |
| 1974 (detalhes)                   | Brigitte Scheijbal Walter Leschetitzky        |                                       |                                              |
| 1975 (detalhes)                   | Susanne Handschmann Peter Handschmann         |                                       |                                              |
| 1976 (detalhes)                   | Susanne Handschmann Peter Handschmann         |                                       |                                              |
| 1977 (detalhes)                   | Susanne Handschmann Peter Handschmann         |                                       |                                              |
| 1978 (detalhes)                   | Susanne Handschmann Peter Handschmann         |                                       |                                              |
| 1979 (detalhes)                   | Susanne Handschmann Peter Handschmann         |                                       |                                              |
| 1980 (detalhes)                   | Susanne Handschmann Peter Handschmann         |                                       |                                              |
| 1981                              | Não houve competição                          | Não houve competição                  | Não houve competição                         |
| 1982 (detalhes)                   | Maria Kniffer Manfred Hübler                  |                                       |                                              |
| 1983 (detalhes)                   | Kathrin Beck Christoff Beck                   |                                       |                                              |
| 1984 (detalhes)                   | Kathrin Beck Christoff Beck                   |                                       |                                              |
| 1985 (detalhes)                   | Kathrin Beck Christoff Beck                   |                                       |                                              |
| 1986 (detalhes)                   | Kathrin Beck Christoff Beck                   |                                       |                                              |
| 1987 (detalhes)                   | Kathrin Beck Christoff Beck                   |                                       |                                              |
| 1988 (detalhes)                   | Kathrin Beck Christoff Beck                   |                                       |                                              |
| 1989 (detalhes)                   | Ursula Holik Herbert Holik                    |                                       |                                              |
| 1990 (detalhes)                   | Monika Müksch Bernhard Hatzl                  |                                       |                                              |
| Innsbruck 1991 (detalhes)         | Daria-Larissa Maritczak Ihor Andrij Maritczak | Monika Müksch Bernhard Hatzl          | Bettina Bastl Klaus Oberleitner              |
| 1992 (detalhes)                   | Daria-Larissa Maritczak Ihor Andrij Maritczak | Angelika Führing Peter Wilczek        | Karin Galle Rolf Galle                       |
| Viena 1993 (detalhes)             | Angelika Führing Peter Wilczek                | nenhum outro competidor               | nenhum outro competidor                      |
| Klagenfurt 1994 (detalhes)        | Angelika Führing Peter Wilczek                | Allison MacLean Konrad Schaub         | nenhum outro competidor                      |
| 1995 (detalhes)                   | Allison MacLean Konrad Schaub                 | nenhum outro competidor               | nenhum outro competidor                      |
| Viena 1996 (detalhes)             | Allison MacLean Konrad Schaub                 | Andrea Sopper Pavel Skulec            | Ursula Peschorn Werner Raag                  |
| St. Pölten 1997 (detalhes)        | Angelika Führing Bruno Ellinger               | Andrea Sopper Pavel Skulec            | Elke Rogel Roy Hasset                        |
| Viena 1998 (detalhes)             | Angelika Führing Bruno Ellinger               | nenhum outro competidor               | nenhum outro competidor                      |
| Graz 1999 (detalhes)              | Angelika Führing Bruno Ellinger               | B. Herrmann G. Herrmann               | nenhum outro competidor                      |
| Viena 2000 (detalhes)             | Barbara Herzog David Vincour                  | Allison McLean Konrad Schaub          | Sonja Sofska Pavel Skulecs                   |
| 2001 (detalhes)                   | Barbara Herzog David Vincour                  | Marina Rebernig Robert Pusch          | nenhum outro competidor                      |
| 2002 (detalhes)                   | Barbara Herzog Dmitri Matsjuk                 | Marina Rebernig Robert Pusch          | Marie Isabelle Gusbeth Christian Ro. Hassett |
| Dornbirn 2003 (detalhes)          | Barbara Herzog Dmitri Matsjuk                 | Marina Rebernig Robert Pusch          | nenhum outro competidor                      |
| Viena 2004 (detalhes)             | Barbara Herzog Dmitri Matsjuk                 | nenhum outro competidor               | nenhum outro competidor                      |
| 2005                              | Não houve competição                          | Não houve competição                  | Não houve competição                         |
| Innsbruck 2006 (detalhes)         | Barbora Silná Dmitri Matsjuk                  | nenhum outro competidor               | nenhum outro competidor                      |
| Viena 2007 (detalhes)             | Barbora Silná Dmitri Matsjuk                  | nenhum outro competidor               | nenhum outro competidor                      |
| St. Pölten 2008 (detalhes)        | Barbora Silná Dmitri Matsjuk                  | nenhum outro competidor               | nenhum outro competidor                      |
| Linz 2009 (detalhes)              | Barbora Silná Dmitri Matsjuk                  | nenhum outro competidor               | nenhum outro competidor                      |
| Innsbruck 2010 (detalhes)         | Kira Geil Dmitri Matsjuk                      | nenhum outro competidor               | nenhum outro competidor                      |
| St. Pölten 2011 (detalhes)        | Kira Geil Tobias Eisenbauer                   | Barbora Silná Juri Kurakin            | Rachel Hofer Christoph Klier                 |
| Graz 2012 (detalhes)              | Barbora Silná Juri Kurakin                    | Kira Geil Tobias Eisenbauer           | nenhum outro competidor                      |
| Viena 2013 (detalhes)             | Kira Geil Tobias Eisenbauer                   | Barbora Silná Juri Kurakin            | nenhum outro competidor                      |
| Salzburgo 2014 (detalhes)         | Kira Geil Tobias Eisenbauer                   | Barbora Silná Juri Kurakin            | nenhum outro competidor                      |
| Dornbirn 2015 (detalhes)          | Barbora Silná Juri Kurakin                    | nenhum outro competidor               | nenhum outro competidor                      |
| Innsbruck 2016 (detalhes)         | Barbora Silná Juri Kurakin                    | nenhum outro competidor               | nenhum outro competidor                      |
| Graz 2017 (detalhes)              | Regina Yankovska Dmytro Matsyuk               | nenhum outro competidor               | nenhum outro competidor                      |